# 松岡カッター製作所
株式会社松岡カッター製作所（まつおかカッターせいさくじょ）は、切削工具の製造販売を行う日本の会社。本社は静岡県静岡市にある。

## 沿革
- 1935年（昭和10年）4月 ‐ 初代社長の松岡孝平が静岡市桜木町にて創業
- 1952年（昭和27年）10月 ‐ 株式会社に改組
- 1968年（昭和43年）10月 ‐ 現在地に工場を移転
- 1970年（昭和45年）4月 ‐ 現在地に事務所を新築移転
- 2001年（平成13年）7月 ‐ 四国営業所開設
- 2017年（平成29年）4月　-四国営業所閉鎖

## 製品
- 木工用を主軸とし、金属加工用、樹脂加工用、食品加工用等の切削工具製造販売